# Tarasivka, Orihiv
Tarasivka (în ucraineană Тарасівка) este un sat în comuna Vilne din raionul Orihiv, regiunea Zaporijjea, Ucraina.

## Demografie
Componența lingvistică a localității Tarasivka
     Ucraineană (90,83%)
     Rusă (9,17%)
Conform recensământului din 2001, majoritatea populației localității Tarasivka era vorbitoare de ucraineană (90,83%), existând în minoritate și vorbitori de rusă (9,17%).